# Holochroa
Holochroa là một chi bướm đêm thuộc họ Geometridae.